# 歩兵第106連隊
歩兵第106連隊（ほへいだい106れんたい、歩兵第百六聯隊）は、大日本帝国陸軍の連隊の一つ。

## 沿革
はじめ第54師団隷下の歩兵連隊の一つとして加古川で編成された。1941年（昭和16年）9月10日、軍旗拝受。
1944年（昭和19年）5月27日、軍令陸甲第59号臨時動員の発令を受け、第49師団隷下に改編され京城において編成される。同月31日、南方軍戦闘序列に編入されると竜山を発ち釜山港を出港し昭南港や盤谷を経てビルマ戦線に合流。同年9月25日、キャウタンに到着しペグー付近の警備に当たった。
1945年（昭和20年）1月、盤作戦ではキャウタン付近の警備およびメイクテーラ攻防戦に参加。将校60名、下士官1225名、生死不明者57名、捕虜6名の損害を被った。
4月、克作戦に参戦し、ミャービョウ、ペーヤメセン、トング、タトンと転進中に将校2名、下士官181名、生死不明者72名、捕虜31名を出した。6月、堅作戦ではタトンおよびバプン付近で警備に当たり将校2名、下士官51名、生死不明者30名の損害を被った。その後、タトン県ドインゼーク、ペグー県ペジヤ、プローム、ラングーンと宿営地を移動し、シンガポールを経て佐世保に上陸。9月6日、復員完了となった。

## 歴代連隊長
| 代 | 氏名     | 在任期間             | 出身校・期 | 備考             |
| -- | -------- | -------------------- | ---------- | ---------------- |
| 1  | 十時和彦 | 1941.8.5 - 1945.3.22 | 陸士26期   | 戦死             |
| 2  | 斎藤敏雄 | - 終戦               | 少候7期    | 連隊長代理、少佐 |